# Пречисте (Гагарінський район)
Пречисте (рос. Пречистое) — село Гагарінського району Смоленської області Росії. Входить до складу Пречистенського сільського поселення.
Населення — 902 особи. 